# Салло, Дени де
Дени де Салло, синьор де ля Кудрэ (фр. Denis de Sallo, Sieur de la Coudraye ;  17 марта 1626 года, возле Sainte-Hermine — 14 мая 1669 года, Париж) — французский советник парижского парламента, основатель «Journal des savants», первого научно-литературного журнала в Европе. 
Около 1663 г. Мезере́ получил привилегию на издание литературного журнала, но не успел её применить к делу до 5 января 1665 г., когда его мыслью воспользовался де Салло (которому покровительствовал Кольбер) и выпустил первый номер «Journal des sçavans». Ядовитая критика де Салло вызвала интриги, вследствие которых у него была отнята привилегия на издание.